# Johann Peter von Ludewig
Johann Peter von Ludewig (5 août 1668 au château de Honhardt, à Schwäbisch Hall - 7 septembre 1743 à Halle en duché de Magdebourg) est un juriste, historien du droit, archiviste et professeur d'université allemand. C'est l'un des juristes et historiens allemands les plus influents du début du XVIIIe siècle.

## Biographie
Son père, bailli de Schwäbisch Hall en Bade-Wurtemberg, prit un grand soin de son éducation. Ludewig fréquenta successivement les universités de Tübingen, Wittemberg et Halle, et fut nommé professeur de philosophie en 1695. Quelque temps après, il fut chargé par l’électeur de Brandebourg d’assister aux conférences de Ryswick ; et, pendant son séjour en cette ville, il publia plusieurs écrits pour appuyer les prétentions et les droits de la Prusse. Il se rendit ensuite a la Haye, et, après avoir visité les différentes cours de l’Allemagne, il revint à Halle en 1700. Il quitta en 1703 la chaire de philosophie (pour occuper celle d’histoire, qu’il remplit pendant six ans. Le roi de Prusse, par les ordres duquel il visita en 1715 les archives les plus célèbres de l’Allemagne, le récompensa de ses services en 1709 par le titre de conseiller privé, et en 1719 par des lettres de noblesse. Il avait été nommé en 1705 professeur en droit public, et devint en 1722 chancelier de l’université de Halle et du duché de Magdebourg, dont il était archiviste et historiographe depuis 1704. Il mourut le 7 septembre 1743 à Halle, avec la réputation d’un profond médiéviste. Sa théorie sur le droit public était souvent paradoxale, et fut plus d’une fois réfutée par Nic.-Jér. Gundlind, qui se montra constamment son dénégateur. On peut voir un curieux parallèle entre ces deux professeurs dans la Bibliothèque choisie de littérature allemande moderne, imprimée à Lemgo, t. 6, p. 661-681 (en allemand). Ludewig possédait une des plus riches bibliothèques de l’Allemagne, J.-Bav. Michaelis en a publié le Catalogue en 1715, L vol. in-8°, avec une préface du baron Wolff.

## Œuvres principales
Parmi les nombreux écrits de Ludewig, on se contente de citer : 
1. De prima academia ; villa Platonis, Halle, 1693. C
2. Dissertatio Historiam rationalium philosophie apud Arabes et Turcas continens, ibid., 1699, in-4° ;
3. Germania princeps, 1708, 1711, 1752, in-8°, sur les rapports des électeurs, avec l’empereur et l’Empire. CAF. Hempel y a fait, en 6 volumes in-4° (1761-1719), un volumineux commentaire, qui ne traite pourtant que de l’Autriche, de la Bavière et du Palatinat.
4. Noriberga insignium Imperii tutelariæ, Halle, 1713, in-4°. Dans cette dissertation, qui se trouve aussi dans les Opuscula miscellanea de l’auteur, t. 2, p. 1re et suiv., Ludewig établit, contre les prétentions de la ville d’Aix-la-Cbapelle, que celle de Nuremberg a seule le droit de conserver les honneurs impériaux (que les Allemands nomment Reichskleinodie), c’est-a-dire le globe, le sceptre, etc., dont ou se sert au couronnement des empereurs.
5. Commentaire (Vollständige Erläuterung) sur la bulle d’or, 1716-19, 2 vol. in-4° de plus de 2600 pages ; ouvrage capital, rempli d’érudition, mais avec bien des divagations ; il subit plusieurs suppressions à la censure, et fut même sur le point d’être confisqué par la cour impériale et brûlé publiquement.
6. Henricus auceps, historia auceps, ibid., 1713, in-4°. Cette histoire d’Henri l’Oiseleur était très estimée en son temps.
7. Collectio scriptorum Itineriœ episcoputus Herbipolensia, Francfort, 1713, in-fol. C’est le meilleur recueil que nous ayons sur l’histoire de l’évêché de Wurtzbourg et de la Franconie.
8. Novum volumen scriptoram rerum germanicarum seu scríptores episcopatus Bambergensis, ibid., 1718, 2 t. in-fol. Cette collection contient une liste des auteurs reprise dans la Méthode pour étudier l’histoire par Lenglet-Dufresnoy (t. 9, p. 199 et suiv. de l’éditeur Drouet, Paris, 1772). Outre les préfaces et les dissertations préliminaires, Ludewig y a joint une suite chronologique des évêques de Bamberg, depuis l’an 1600.

## Autres œuvres
- Vollständige Erläuterung der Güldenen Bulle Tomi II, in welcher viele Dinge aus d. alten Teutschen Staat entdecket...., 2 vol., Francfort et Leipzig, 1716, 1719
- Unterricht von den wöchentlichen Anzeigen, die in denen Preußischen Reichs-Provinzen und Landen durch die so genannten Intelligenz-Zettel angeordnet, Halle, 1729
- Einleitung zum deutschen Münzwesen mittlerer Zeiten, Halle, 1709
- Preußisches Neuburg und dessen Gerechtsame, unter dem Rahmen Peter von Hohenhardt, Teuschenthal, Halle, 1708
- Die zu Halle 1727 neuangerichtete Profession in Oeconomie-Policey und Cammer Sachen, Halle, 1727, 1753
- Consilia Hallensium Jureconsultorum d. Verstorbenen sowohl, S. Stryken, C. Thomasii als auch d. v. L., davon d. letztere üb. d. Helffte d. Wercks ausmachen, 2 vol., Halle, 1733
- Unterricht von der Praebenda Scholastica in Römischen Catholischen so wohl, als Evangelischen Stiftern, Halle, 1705
- Päpstlicher Unfug wieder die Cron Preussen, und überhaupt König zu werden, Halle, 1701
- Vertheidigtes Preussen wieder den Anspruch des teuschen Ritter Ordens, Mergentheim, 1703
- Erläuterung über S. Puffendorffs Einleitung zur Historie der alten Reiche Spanien, Portugall und Engelland, Halle, 1695, 1700
- Entwurff der Reichs-Historie, 1706, 1710
- Rechtliche Erläuterung der Reichs-Historie vom ersten Ursprung bis 1734, 1735
- Geschichtsschreiber vom Bistum Würzburg, Francfort, 1713
- Vom Vorzug und Alterthum des Kolbischen Wartembergischen Hauses, Cologne, 1704
- Germania Princeps, Halle, 1702, 1711 (sous le nom de plume Ludwig Peter Giovanni)
- Opuscula Oratoria, Halle
- Reliquiae manuscriptorum omnis aevi diplomatum ac monumentorum ineditorum adhuc, 12 vol., Francfort et Leipzig, 1720-1741
- De jure clientelari Germanorum in Feudis & Colonis S. R. 1. in specie dem Erbpacht, Lassgütern, Churmenden, Lansideleihe, Meyergütern, Schillingshauer Recht, Francfort et Leipzig, 1717
- Scriptores rerum Germanicarum, praecipue Bambergensium, 2 vol., Francfort et Leipzig, 1718